# Экс-ле-Бен-1
Экс-ле-Бен-1 (фр. Aix-les-Bains-1) — один из 19 кантонов департамента Савойя, региона Овернь — Рона — Альпы, Франция. INSEE код кантона — 7313. Он полностью находится в округе Шамбери. Кантон был создан в 2015 году.

## История
По закону от 17 мая 2013 и декрету от 14 февраля 2014 года количество кантонов в департаменте Савойя уменьшилось с 37 до 19. Новое территориальное деление департаментов на кантоны вступило в силу во время выборов 2015 года. Таким образом, кантон Экс-ле-Бен-1 был образован 22 марта 2015 года из части города Экс-ле-Бен, восьми коммун упразднённого кантона Альбан и 7 коммун упразднённого кантона Экс-ле-Бен-Нор-Грези.
По реформе 2015 года в кантон были включены 15 коммун и часть Экс-ле-Бена. Однако, 1 января 2016 года коммуны Альбан, Сесан, Эперси, Моньяр, Сен-Жермен-ла-Шамбот и Сен-Жиро слились в одну коммуну Антрлак.

## Население
Согласно переписи 2012 года (считается население коммун, которые в 2015 году были включены в кантон) население Экс-ле-Бен-1 составляло 26 111 человек, из которых 18 473 человек проживает вне Экс-ле-Бен. Из них 27,0 % были младше 20 лет, 13,9 % — старше 65. 27,0 % имеет высшее образование. Безработица — 6,1 %. Активное население (старше 15 лет) — 9000.

## Экономика
Распределение населения по сферам занятости в городе Экс-ле-Бен: 0,1 % — сельскохозяйственные работники, 8,2 % — ремесленники, торговцы, руководители предприятий, 16,0 % — работники интеллектуальной сферы, 26,5 % — работники социальной сферы, 28,7 % — государственные служащие и 20,6 % — рабочие.
Распределение населения по сферам занятости вне города Экс-ле-Бен: 1,9 % — сельскохозяйственные работники, 9,7 % — ремесленники, торговцы, руководители предприятий, 17,8 % — работники интеллектуальной сферы, 25,2 % — работники социальной сферы, 25,7 % — государственные служащие и 19,8 % — рабочие.

## Коммуны кантона
C 2015 года в кантон входят 9 коммун и часть Экс-ле-Бена, административный центр находится в коммуне Экс-ле-Бен.
| Код INSEE | Почтовый индекс | Коммуна               | Название по-французски | Площадь, км² | Население, чел. (2012)                        | Плотность, чел./км² |
| --------- | --------------- | --------------------- | ---------------------- | ------------ | --------------------------------------------- | ------------------- |
| 73010     | 73410           | Антрлак               | Entrelacs              | 51,9         | 5834                                          | 112,4               |
| 73059     | 73100           | Бризон-Сент-Энносан   | Brison-Saint-Innocent  | 8,75         | 2175                                          | 248,6               |
| 73128     | 73100           | Грези-сюр-Экс         | Grésy-sur-Aix          | 12,73        | 4181                                          | 328,4               |
| 73043     | 73410           | Ла-Бьоль              | La Biolle              | 13,04        | 2201                                          | 168,8               |
| 73164     | 73100           | Монсель               | Montcel                | 15,23        | 886                                           | 58,2                |
| 73208     | 73100           | Пюньи-Шатено          | Pugny-Chatenod         | 5,36         | 182                                           | 34                  |
| 73263     | 73100           | Сен-Оффанж            | Saint-Offenge          | 15,63        | 970                                           | 62,1                |
| 73265     | 73410           | Сент-Урс              | Saint-Ours             | 4,59         | 576                                           | 125,5               |
| 73301     | 73100           | Тревиньен             | Trévignin              | 6,89         | 766                                           | 111,2               |
| 73008     | 73100           | Экс-ле-Бен (частично) | Aix-les-Bains          |              | 7638 (полное население коммуны 28729 человек) |                     |

## Политика
Согласно закону от 17 мая 2013 года избиратели каждого кантона в ходе выборов выбирают двух членов генерального совета департамента разного пола. Они избираются на 6 лет большинством голосов по результату одного или двух туров выборов.
В первом туре кантональных выборов 22 марта 2015 года в Экс-ле-Бен-1 баллотировались 6 пар кандидатов (явка составила 50,21 %). Во втором туре 29 марта, Клод Жиру и Натали Шмит были избраны с поддержкой 64,30 % на 2015—2021 годы. Явка на выборы составила 48,40 %.
| Мандат | Мандат | Кандидаты                              |                | Партия                  | Первый тур | Первый тур     | Второй тур | Второй тур |
| Мандат | Мандат | Кандидаты                              | Кол-во голосов | Партия                  | % голосов  | Кол-во голосов | % голосов  |            |
| ------ | ------ | -------------------------------------- | -------------- | ----------------------- | ---------- | -------------- | ---------- | ---------- |
| 2015   | 2021   | Клод Жиру и Натали Шмит                |                | СНД                     | 2961       | 31,03          | 5372       | 64,30      |
| 2015   | 2021   | Вероник Драпо и Морган Жанно           |                | Национальный фронт      | 2493       | 26,13          | 2983       | 35,70      |
| 2015   | 2021   | Жан-Клод Кроз и Жеральдин Вьаль        |                | Беспартийные            | 1836       | 19,24          | -          | -          |
| 2015   | 2021   | Фатима Брюнетти и Людовик Торе-Ферейра |                | Социалистическая партия | 1221       | 12,80          | -          | -          |
| 2015   | 2021   | Брижит Андре и Доминик Фи              |                | Левый фронт             | 636        | 6,67           | -          | -          |
| 2015   | 2021   | Жоэль Дюкро и Жозьан Петела            |                | Беспартийные            | 395        | 4,14           | -          | -          |